# Río Encantado
El río Encantado (llamado Enchanted River en el original inglés) es un arroyo ficticio que pertenece al legendarium creado por el escritor británico J. R. R. Tolkien y que aparece en su novela El hobbit. Es un arroyo de aguas negras, rápido pero no muy ancho, que nace en las laderas septentrionales de Emyn-nu-Fuin y atraviesa el Bosque Negro de sur a norte. 

## Historia
Quien tomaba contacto con sus aguas, perdía la conciencia y se le agarrotaban los músculos quedando como muerto. Tal cosa le sucedió al enano Bombur en el año 2941 de la Tercera Edad del Sol, cuando él, el hobbit Bilbo Bolsón y una compañía de otros doce enanos más, encabezada por Thorin Escudo de Roble, se dirigían a la Montaña Solitaria atravesando el Bosque Negro; despertó muchos días después sin tener memoria de lo ocurrido y con mucha hambre. Antes de estos hechos, el río Encantado era cruzado por un ancho puente de madera, pero cuando llegó la compañía ya estaba destruido y tuvieron que cruzarlo con un bote que encontraron varado en la orilla.